# Список особо охраняемых природных территорий Московской области

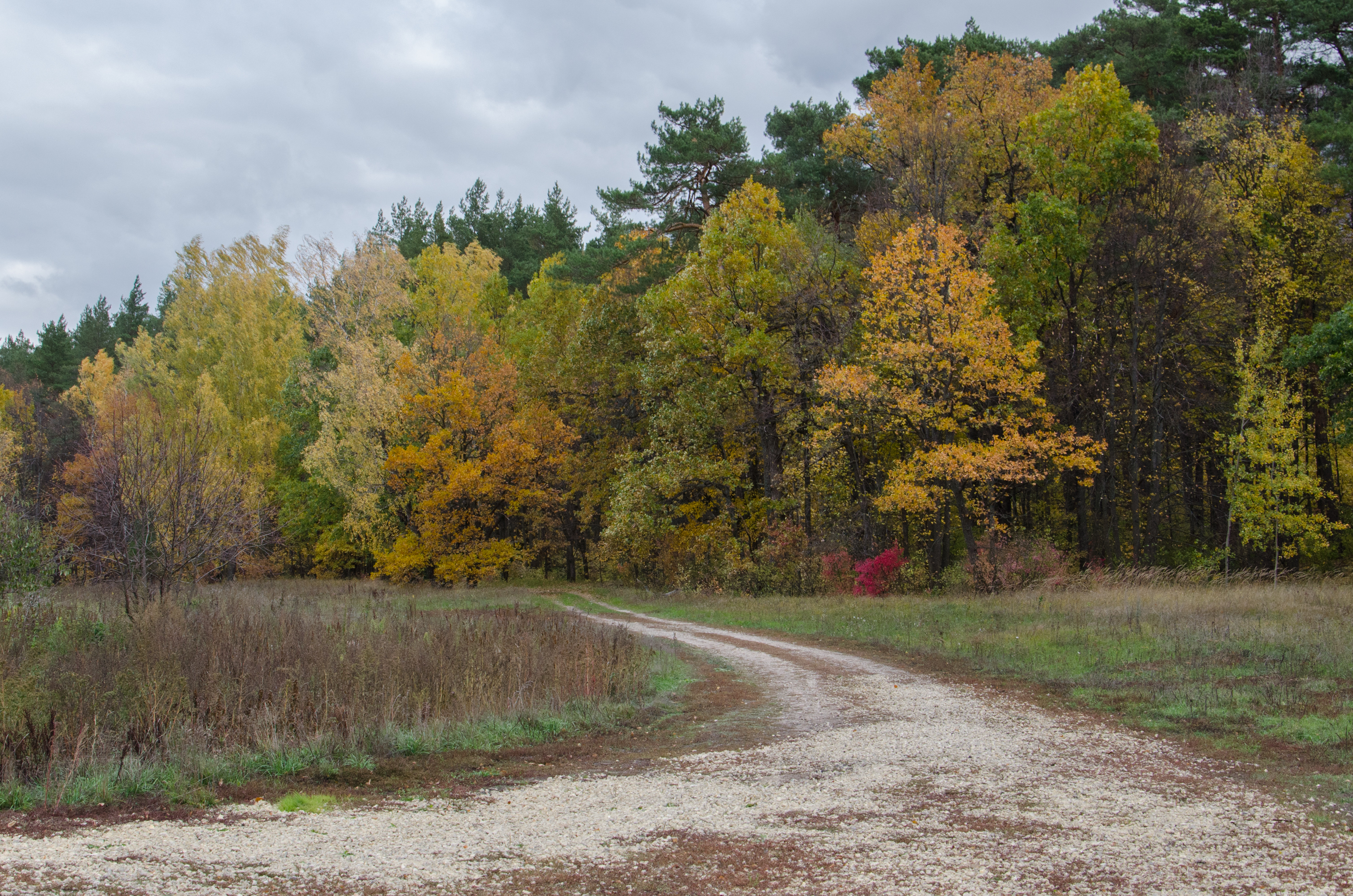
Приокско-Террасный заповедник

В списке особо охраняемых природных территорий (ООПТ) Московской области приведены действующие на 2021 год ООПТ.
К ООПТ федерального значения относятся один заповедник, 2 национальных парка и один памятник природы.
Сеть ООПТ регионального значения включает 258 территорий, из них государственных природных заказников — 167, памятников природы — 86, прибрежных рекреационных зон — 4, особо охраняемый водный объект — 1.

## ООПТ федерального значения
| Название                                 | Площадь                                                       | Местонахождение (городской округ)                                                                                   | Год учреждения                        | Комментарий |
| Государственные природные заповедники    | Государственные природные заповедники                         | Государственные природные заповедники                                                                               | Государственные природные заповедники | Государственные природные заповедники |
| ---------------------------------------- | ------------------------------------------------------------- | --- | ------------------------------------- | --- |
| Приокско-Террасный биосферный заповедник | 4945 га; охранная зона 4900 га                                | Серпухов; левобережье реки Ока; в 12 км на восток от города Серпухов; в 100 км на юг от города Москва               | 1945                                  | Охрана природных комплексов надпойменных террас и поймы южного склона долины реки Ока и редких видов растений и животных                                     |
| Национальные парки                       |                                                               | |                                       | |
| Лосиный Остров                           | 9047 га (площадь с г. Москва 12412 га); охранная зона 6645 га | Мытищи, Пушкинский, Балашиха, Щёлково (а также город Москва — Восточный и Северо-Восточный административные округа) | 1983                                  | Охрана природных комплексов центра Восточно-Европейской равнины, подзоны хвойно-широколиственных лесов; болотных экосистем; редких видов растений и животных |
| Государственный комплекс «Завидово»      | 125400 га (площадь с Тверской областью)                       | Волоколамский, Клин, Лотошино (а также Тверская область); побережье Иваньковского водохранилища                     | 1972                                  | Охрана природных комплексов южной тайги и редких видов растений и животных                                                                                   |
| Памятники природы                        |                                                               | |                                       | |
| Озеро Киёво и его котловина              | 22 га                                                         | Лобня | 1966                                  | Зоологический, гидрологический; охрана колонии озёрных чаек                                                                                                  |

## ООПТ регионального значения
В скобках указано местоположение (городской округ).

### Государственные природные заказники
- Александровский лес (Серебряные Пруды)
- Аринкинский заказник (Лотошино)
- Арюшина гора (Орехово-Зуевский)
- Березово-липовые леса с зубянкой луковичной (Егорьевск)
- Боборыкинский заказник (Лотошино)
- Болото «Сётка» (Щёлково, Богородский)
- Болото Гумениха (Щёлково)
- Болото и озеро Озерецкое (Сергиево-Посадский)
- Большегридинский комплексный заказник (Егорьевск)
- Большое и Малое Туголянские озёра (Сергиево-Посадский)
- Вальцовский заказник (Ступино)
- Варавинский овраг (Сергиево-Посадский)
- Верховое болото в Дутшевском лесничестве (Дмитровский)
- Верховое болото Раменское (Дмитровский)
- Верховое болото с клюквой (Лотошино)
- Верховья реки Большой Сестры (Волоколамский, Истра)
- Верховья реки Поли (Егорьевск)
- Высокобонитетные сосняки Рогачёвского лесничества (Дмитровский)
- Высокобонитетный сосновый лес на коренном берегу реки Протвы (Наро-Фоминский)
- Городищенский лесной заказник (Орехово-Зуевский)
- Гремячий водопад на реке Вендиге (Сергиево-Посадский)
- Губинский лесо-болотный заказник (Орехово-Зуевский)
- Гуслицкий заказник (Орехово-Зуевский)
- Даниловское болото (Павловский Посад)
- Долина реки Волгуша и Парамоновский овраг (Дмитровский)
- Долина реки Малая Истра (Истра)
- Долина реки Нары (Наро-Фоминский)
- Долина реки Уницы (Зарайск)
- Долина реки Сторожки от устья до дома отдыха «Караллово» (Одинцовский)
- Долина реки Поли с прилегающими лесами (Шатура, Егорьевск)
- Древняя озёрная котловина у села Орешки (Рузский)
- Дубненский левобережный заказник (Сергиево-Посадский)
- Дубрава в кварталах 36—42 Серебряно-Прудского лесничества (Серебряные Пруды)
- Дубравна (Талдомский)
- Дубровицкий лес (Подольск)
- Душоновские болота (Щёлково)
- Елово-широколиственные леса на юге Каменского лесничества (Наро-Фоминский)
- Елово-широколиственные и смешанные леса с верховыми болотами (Рузский)
- Елово-широколиственный лес на левом берегу реки Болденки (Истра)
- Елово-широколиственный лес с подлесником европейским (Егорьевск)
- Елово-широколиственный лес с участием ясеня (Истра)
- Еловые и сосновые леса Вербилковского лесничества (Дмитровский)
- Еловые и сосновые леса Гарского лесничества (Дмитровский)
- Еловые леса Воронинского лесничества (Клин)
- Еловые леса Каменского лесничества (Наро-Фоминский)
- Ельники Шаховского лесничества (Шаховская)
- Журавлиная родина (Талдомский)
- Звенигородская биостанция МГУ и карьер «Сима» (Одинцовский)
- Икшинский овраг (Дмитровский)
- Истоки реки Цны (Егорьевск)
- Истоки реки Иночи (Шаховская)
- Карасёвская лесная дача (Коломенский)
- Кварталы 34, 35, 36 Свердловского лесничества («Муравей») (Щёлково)
- Кварталы 4, 5, 6 и 21 Фряновского лесничества (Щёлково)
- Кварталы Алексеевского лесничества в районе деревень Алексеево и Бревново (Сергиево-Посадский)
- Комплекс лесных болот у села Муравьёво (Солнечногорск)
- Комплекс старых ельников с переходным болотом (Клин)
- Комплекс сырых лесов и лесных болот (Сергиево-Посадский)
- Константиновские чёрноольшаники (Сергиево-Посадский)
- Коренной ельник и болото Омшаник (Волоколамский)
- Коренные ельники и сосняки Мокровского лесничества (Можайский)
- Коренные ельники с клюквенными сфагновыми болотами (Шаховская)
- Красностанское Москворечье (Рузский, Можайский)
- Кузьминский комплексный заказник (Волоколамский)
- Лачужские озёра и прилегающие лесные кварталы (Орехово-Зуевский)
- Леса Аверкиевского лесничества (Павловский Посад)
- Леса Борисовского лесничества (Можайский)
- Леса в кварталах 34 и 73 Мишеронского лесничества (Шатура)
- Леса в кварталах 47, 61 Рошальского лесничества (Шатура)
- Леса в окрестностях Нарских прудов (Наро-Фоминский)
- Леса в пойме реки Ялмы (Шатура)
- Леса Егорьевского лесничества (Егорьевск)
- Леса западной части Борщевского лесничества (Клин)
- Леса и болота в кварталах 108, 109 Веригинского лесничества (Сергиево-Посадский)
- Леса и болота Ваулинского лесничества (Можайский)
- Леса Колоцкого лесничества (Можайский)
- Леса Круговского лесничества (Клин)
- Леса Куплиямского лесничества (Егорьевск, Шатура)
- Леса междуречья Березовки и Медведки (Егорьевск)
- Леса окрестностей агробиологической станции Павловская Слобода и озёрно-болотный комплекс у деревни Новинки (Истра, Красногорск)
- Леса правобережья реки Поли в кварталах 12, 17, 24 Рошальского лесничества (Шатура)
- Леса северной части Лелечского лесничества (Егорьевск)
- Леса Серебряноборского лесничества (Одинцовский)
- Леса Теряевского лесничества (Волоколамский)
- Леса Туголесского лесничества (Шатура)
- Лесной массив на междуречье реки Ока и реки Осетр (Озеры)
- Лесные кварталы и междуречье рек Большая и Малая Сестра (Лотошино)
- Лиственничные насаждения имени К. Ф. Тюрмера в Порецком лесничестве (Можайский)
- Лодыжинский лес (Серебряные Пруды)
- Лопасненский еловый остров (Серпухов)
- Люльковский комплексный природный заказник (Можайский)
- Маклаковский заказник (Талдомский)
- Молокчинский ботанико-энтомологический заказник (Сергиево-Посадский)
- Москворецкий левобережный заказник (Рузский)
- Москворецкий пойменный заказник (Воскресенск)
- Нагорная дубрава между деревней Белые Колодези и деревней Горы (Озеры)
- Насаждения с комплексами гнёзд рыжих лесных муравьев (Солнечногорск)
- Нелидово-Балабановская лесная дача (Дмитровский)
- Никифоровская колония степных растений (Серпухов)
- Новосуринский заказник (Можайский)
- Озера Великое, Маловское, Линево и прилежащие карьеры и леса (Шатура)
- Озера Имлес и Дубовое с заболоченными берегами (Шатура)
- Озеро Белое Бардуковской группы озёр и окружающий лесной массив (Шатура)
- Озеро Белое близ деревни Дубасово, 56, 61 кварталы Белозерского лесничества (Шатура)
- Озеро Вертлино и его котловина (Солнечногорск)
- Озеро Воймежное и прилегающие карьеры (Шатура)
- Озеро Глубокое с прилегающими к нему массивами леса (Рузский, Истра, Одинцовский)
- Озеро Заболотское и его окрестности (Сергиево-Посадский)
- Озеро Золотая Вешка и прилегающие леса (Талдомский)
- Озеро Мёртвое и сосновые леса Северного лесничества (Орехово-Зуевский)
- Озеро Подтеребово (Клин)
- Озеро Сосновое и его окрестности (Луховицы)
- Озеро Сыльма с прилегающими лесами кварталов 1—3 Белоборского участка Середниковского лесничества (Шатура)
- Окрестности озёр Филинское и Тельминское (Шатура)
- Осёнка (Коломенский)
- Остепнённые луга в верховьях реки Полосни ниже устья ручья Татарка к западу от села Подхожее (Серебряные Пруды)
- Остепнённые склоны и балочные леса по правому берегу долины реки Осётрик (Зарайск)
- Остепнённые склоны правобережья долины реки Полосни в окрестностях села Белгородье и села Лишняги (Серебряные Пруды)
- Переходное болото «Лыценка» (Дмитровский)
- Переходное болото в Раменском лесничестве (Дмитровский)
- Переходное болото в Торгашинском лесничестве и прилегающие леса (Сергиево-Посадский)
- Переходное болото у деревни Софряково (Орехово-Зуевский)
- Переходные болота междуречья рек Вори и Шани (Можайский)
- Пойменная дубрава в квартале 86 Белозерского лесничества (Шатура)
- Покровский (Клин)
- Полевщинский лес (Истра)
- Попово болото и озеро (Сергиево-Посадский)
- Правобережье реки Поли у села Кривандино (Шатура)
- Природный заказник «Цна» (Егорьевск)
- Радовицкий Мох (Шатура)
- Саньковский заказник (Клин)
- Серебряно-Прудская дубрава (Серебряные Пруды)
- Синяя заводь (Шатура)
- Система оврагов у станции Морозки (Дмитровский)
- Смешанные ельники с лещиной (Шаховская)
- Смешанный лес с участием ясеня и вяза (Наро-Фоминский)
- Сосново-еловые леса в окрестностях города Вереи (Наро-Фоминский)
- Сосновые леса на песчаных дюнах (Воскресенск)
- Сосняки в кварталах 1 и 2 Городищенского лесничества (Орехово-Зуевский)
- Сосняки в кварталах 89 и 98 Северного лесничества (Орехово-Зуевский)
- Сосняки в кварталах 90, 91, 99, 100 Северного лесничества (Орехово-Зуевский)
- Сосняки и переходное болото с клюквой (Шатура)
- Сосняки и сосно-ельники долины реки Сестры (Дмитровский)
- Сосняки Электрогорского лесничества (Павловский Посад)
- Старовозрастные ельники Стеблевского и Ново-Покровского лесничеств (Можайский)
- Старый осинник у деревни Денежкино (Истра)
- Темповский заказник (Талдомский)
- Теряевские пруды (Волоколамский)
- Тесовский лес (Можайский)
- Типичные сосняки и сфагновое болото Теряевского лесничества (Волоколамский)
- Тростенское озеро и его окружение (Истра, Рузский)
- Урочище «Веревкин бугор» (Луховицы)
- Урочище «Торфоболото» (Егорьевск)
- Участки лесов Глазовского лесничества (Можайский)
- Участок долины реки Протвы между деревнями Купрово и Бартеньево (Можайский)
- Участок леса в Губинском лесничестве (Орехово-Зуевский)
- Хвойные леса в верховьях Москвы-реки (Можайский)
- Хвойные леса со сфагновыми болотами и клюквой (Волоколамский)
- Чередовский (Волоколамский)
- Черноголовский заказник (Черноголовка, Богородский)
- Черустинский лес (Шатура)
- Широколиственные и хвойно-широколиственные леса правобережья реки Клязьмы (Богородский, Павловский Посад)
- Широколиственные леса Подольского лесничества (Подольск)
- Широколиственный лес Булычевского лесничества (Чехов)
- Широколиственный лес в кварталах 35, 44—49 Серебряно-Прудского лесничества (Серебряные Пруды)
- Широколиственный лес с примесью березы и осины (Подольск)
- Широколиственный лес у села Сенницы (Озеры)

### Памятники природы
- Аллея в квартале 19 Преснецовского лесничества (Можайский)
- Асаковская колония серых цапель (Одинцовский)
- Баулинский лес (Раменский, Люберцы)
- Боровский курган (Раменский)
- Верхнемоскворечье (Можайский)
- Верховое болото в квартале 37 Микулинского лесничества (Лотошино)
- Верховое болото с клюквой в квартале 31 Доваторского лесничества (Рузский)
- Вязовники в долине реки Дубны в окрестностях деревни Троица-Вязники (Талдомский)
- Гнездо белого аиста в деревне Высочки (Лотошино)
- Городской бор (Серпухов)
- Дендрологический парк «Волхонка» (Богородский)
- Долина рек Хрипани и Куниловки в посёлке Кратово (Раменский)
- Дуб-долгожитель (Красногорск)
- Дубненская колония серых цапель (Талдомский)
- Дятловская колония серых цапель в квартале 48 Владыкинского лесничества Клинского лесокомбината (Клин)
- Ельник с клюквенным болотом (Шаховская)
- Залесённый овраг у деревни Власьево (Луховицы)
- Звенигородское городище (Одинцовский)
- Земский пруд (Можайский)
- Истоки Москвы-реки (Можайский)
- Карьер в окрестностях села Подхожее и прилегающие остепнённые участки (Серебряные Пруды)
- Ключевое болото «Кольчиха» (Красногорск)
- Комплексы гнёзд рыжих лесных муравьев лиственной расы (Ленинский)
- Коренной ельник Рузского лесничества (Шаховская)
- Котловина озера Михалевское (Можайский)
- Кошкино болото (Солнечногорск)
- Куровское болото (Пушкинский)
- Курочкино болото (Солнечногорск)
- Лес и лесные озёра в кварталах 37, 38 и 42 Северного лесничества (Орехово-Зуевский)
- Леса Дороховского лесничества с комплексами гнёзд рыжих муравьёв (Одинцовский, Рузский)
- Лесопарк в деревне Жуково (Раменский)
- Лохин остров (Красногорск)
- Мельдинская колония сизых чаек (Талдомский)
- Местообитание кортузы Маттиоли на выходах известняков в долине реки Москвы (Рузский, Одинцовский)
- Микулино городище на реке Шоша (Лотошино)
- Можжевёловая роща (Можайский)
- Мозжинский овраг (Одинцовский)
- Нагорная дубрава Улитинская (Одинцовский)
- Никольская лесная дача (Щёлково)
- Овраг с многорядником Брауна (Можайский)
- Озёра Нерское, Долгое, Круглое и их ближайшее окружение (Дмитровский, Солнечногорск)
- Озеро Алпатово и его котловина (Лотошино)
- Озеро Бельское с прилегающими лесами (Одинцовский)
- Озеро Бисерово (Богородский, Балашиха)
- Озеро Осетриное с водяным орехом (Луховицы)
- Озеро Ситное с водяным орехом (Луховицы)
- Остепнённые луга к западу от деревни Лишняги (Серебряные Пруды)
- Остепнённый участок долины Полосни к западу от деревни Лобаново (Серебряные Пруды)
- Парк «Васильевское-Скурыгино» (Чехов)
- Парк Буньково (Ступино)
- Парк в деревне Полтево (Балашиха)
- Парк в посёлке Новый быт (Чехов)
- Парк в селе Новый Милет (Балашиха)
- Парк в селе Подъячево (Дмитровский)
- Парк в селе Ярополец (Волоколамский)
- Парк Келлера в деревне Сенницы-2 (Озеры)
- Парк Середниково (Солнечногорск)
- Переходное болото в кварталах 1—3 Большедворского лесничества (Павловский Посад)
- Переходное болото в кварталах 27, 28 Северного лесничества (Орехово-Зуевский)
- Пущинская усадьба (Пущино)
- Разнотравный луг к западу от деревни Ламоново (Серебряные Пруды)
- Раковская колония серых цапель в квартале 50 Филатовского лесничества (Истра)
- Родник у железнодорожной платформы «Красногорская» (Красногорск)
- Семь ключей (Наро-Фоминский)
- Склон реки Гнилуши (Раменский)
- Сложный ельник со сфагновым болотом (Волоколамский)
- Смешанный лес с преобладанием дуба (Можайский)
- Сосна «Исполин» в 54 квартале Шатурского лесничества Шатурского леспромхоза (Шатура)
- Сосновый лес с венериным башмачком в 49 квартале Гжельского лесничества (Раменский)
- Сосняк с сердечником трёхнадрезным (Серпухов)
- Старинный парк в селе Матыра (Луховицы)
- Старинный парк и кварталы 1, 3, 4, 9 Салтыковского участка Балашихинского лесопарка (Балашиха)
- Старица реки Истра и широколиственный лес по склону к ней с изолированной популяцией венериного башмачка в квартале 58 Полевшинского лесничества (Истра)
- Стратотипический разрез Гжельского яруса каменноугольной системы (Раменский)
- Стратотипический разрез московского яруса каменноугольной системы (Домодедово)
- Торфяное болото «Озерское» (Шаховская)
- Участок «Карстовый» (Пущино)
- Участок «Луговой» (Пущино)
- Участок «Овраги» (Пущино)
- Участок «Степной» (Пущино)
- Участок долины реки Песочни между посёлком Тростники и деревней Песочная (Ступино)
- Хлопковская колония серых цапель (Воскресенск)
- Шалаховская колония серых цапель (Егорьевский)
- Широколиственный лес в излучине реки Осётр (Зарайск)
- Широколиственный лес и луга на Мордвесе (Серебряные Пруды)
- Широколиственный лес на левом берегу реки Осётр (Зарайск)

### Прочие
Прибрежные рекреационные зоны
- Коробчеевская (Коломенский)
- Лидино (Рузский)
- Озёра Большое и Малое Соколово (Лотошино)
- Сходненская (Химки)

Особо охраняемый водный объект
- Долина реки Лутосня (Дмитровский, Солнечногорск, Клин)

## ООПТ местного значения
В скобках указаны категория (при наличии) и местоположение. В качестве основного источника использована работа (Потапова Н.А. и др.), дополнительного — документы в ИАС ООПТ РФ. 
- Стратотип московского яруса (памятник природы, Домодедово)
- Козлаковский лес (природный заказник, Дубна)
- Ратминский бор (памятник природы, Дубна)
- Прибрежная рекреационная зона песчаного карьера (прибрежная рекреационная зона, Протвино)
- Родники в окрестности деревни Свистуха (природный рекреационный комплекс, Дмитровский) [2] [3]
- Долинный комплекс Москвы-реки (Красногорский) [4]
- Долины рек Нахабинка, Грязева, Муравка, Липка, Вороний Брод и др. с прилегающими лесными массивами (Красногорский) [4]
- Комплекс рек Баньки и Синички с междуречьем и прилегающими лесными массивами (памятник природы, Красногорский) [4]
- Леса Истринского лесхоза (памятник природы, Красногорский) [4]
- Леса Нахабинского военного лесничества (Красногорский) [4]
- Леса, относящиеся к особо охраняемому фонду: как лесопарковые, так и поддерживающие питьевой режим Москвы (Красногорский) [4]
- Природный комплекс в центральной части района (Красногорский) [4]
- Красковский природный рекреационный комплекс (Красково в Люберецком)
- Топоровское озеро (природный резерват, Можайский)
- Глуховский парк (памятник природы, Ногинский)
- Лесопарковый участок «Лесной орешник» (памятник природы, Ногинский)
- Место гнездовья аистов (памятник природы, Ногинский)
- Место произрастания редких растений (купальница, хохлатка и др.) (памятник природы, Ногинский)
- Озеро Боровое (памятник природы, Ногинский)
- Озеро Луковое (памятник природы, Ногинский)
- Река Воря (Ногинский)
- Река Шерна (памятник природы, Ногинский)
- Светлые болота (Ногинский)
- Ямы (памятник природы, Ногинский)
- Аксиньинское болото (природный резерват, Одинцовский)
- Бутыньский (Бутынский) (пространственный экологический коридор, Одинцовский)
- Верховые болота лесных водоразделов рек Жуковка и Поноша (природный резерват, Одинцовский)
- Волковский берег (природный резерват, Одинцовский)
- Гарь-Покровский (пространственный экологический коридор, Одинцовский)
- Долина реки Вяземки (природный резерват, Одинцовский)
- Дубковский лес (природный рекреационный резерват, Одинцовский)
- Лесные массивы бассейна реки Дубешня (природный резерват, Одинцовский)
- Масловская лесная дача (природный резерват, Одинцовский)
- Наро-Осановский (пространственный экологический коридор, Одинцовский)
- Озеро Рыбное – исток р. Вяземки (природный резерват, Одинцовский)
- Палецкое озеро (природный резерват, Одинцовский)
- Перхушковский (пространственный экологический коридор, Одинцовский)
- Побережье Нарских прудов – леса Верхненарской ложбины (природный резерват, Одинцовский)
- Подушкинский лес (природный рекреационный резерват, Одинцовский)
- Троицко-Никольский (пространственный экологический коридор, Одинцовский)
- Хвойно-широколиственные леса водораздела рек Дубешни и Малодильни (природный резерват, Одинцовский)
- Хлюпинский (пространственный экологический коридор, Одинцовский)
- Демидовские леса (природный заказник, Павлово-Посадский)
- Лес на юго-востоке г. Павловский Посад (памятник природы, Павлово-Посадский)
- Назарьевский лес (памятник природы, Павлово-Посадский)
- Свиная горка (памятник природы, Павлово-Посадский)
- Сосновый бор  (памятник природы, Павлово-Посадский)
- Урочище Городок (природный заказник, Павлово-Посадский)
- Лаговский лесопарк (лесопарк, Подольский)
- Лесопарк Северный (лесопарк, Пушкинский)
- Черкизовский лесопарк (лесопарк, Пушкинский)
- Островок (природный комплекс, Сергиево-Посадский)
- Низовья реки Нары (прибрежная рекреационная зона, Серпуховский)
- Сосновый бор (памятник природы, Серпуховский) [5]
- Белопесоцкий пруд (особо охраняемый водный объект, Ступинский)
- Береговая линия р. Киреевка (левая сторона) в границах д. Матвейково (прибрежная рекреационная зона, Ступинский)
- Береговая линия р. Киреевка (правая сторона) в границах д. Матвейково (прибрежная рекреационная зона, Ступинский)
- Береговая линия р. Ока в границах с. Кременье (прибрежная рекреационная зона, Ступинский)
- Зеленая зона и городские пруды (природный рекреационный комплекс, Ступинский)
- Лесной массив Акри (зеленая зона, Ступинский)
- Лесной массив д. Головлино (зеленая зона, Ступинский)
- Лесной массив д. Кошелевка (зеленая зона, Ступинский)
- Лесной массив д. Соколова Пустынь (зеленая зона, Ступинский)
- Лесной массив д. Тутыхино (зеленая зона, Ступинский)
- Лесной массив с. Лужники (зеленая зона, Ступинский)
- Лесной массив Среднее (зеленая зона, Ступинский)
- Малюшина Дача (прибрежная рекреационная зона, Ступинский)
- Родники д. Кошелевка (особо охраняемый водный объект, Ступинский)
- Родники д. Соколова Пустынь (особо охраняемый водный объект, Ступинский)
- Усадьба Щербаковых (природно-исторический комплекс, Ступинский)
- Общество охотников и рыболовов (Шаховская) [1]
- Общество охотников и рыболовов (Шаховская) [1]
- Заповедный участок леса кв. 30, 31, 48, 49 Семеновского лесничества (Шатурский)
- Заповедный участок леса кв. 55–58, 65–67, 75–77 Шатурского лесничества (Шатурский)
- Заповедный участок леса кв. 6–11, 16–18, 21, 22, 29–31, 40 Антипинского лесничества (Шатурский)
- Заповедный участок леса кв. 8, 9, 131, 14, 20 Рошальского лесничества (Шатурский)